# کریس هاتچینگز
 کریس هاتچینگز  (به انگلیسی: Chris Hutchings) (زاده ۵ ژوئیه ۱۹۵۷ - وینچستر) بازیکن سابق فوتبال اهل انگلستان است. وی سابقه عضویت در باشگاه چلسی را دارد.